# Euophrys herbigrada
Euophrys herbigrada är en spindelart som först beskrevs av Simon 1871.  Euophrys herbigrada ingår i släktet Euophrys och familjen hoppspindlar. Inga underarter finns listade i Catalogue of Life.